# Linda Caicedo
Linda Lizeth Caicedo Alegría (Candelaria, Colombia; 22 de febrero de 2005) es una futbolista colombiana que juega como delantera en el Real Madrid C. F. de la Primera División de España. En 2022 fue reconocida como la segunda mejor jugadora del mundo por los Globe Soccer Awards.

## Trayectoria

### Inicios
Creció en el corregimiento de Villagorgona, en Candelaria, Valle del Cauca (Colombia), junto con sus padres Herlinda y Mauricio. Desde pequeña el fútbol era lo que le llamaba la atención y las calles de su barrio fueron los primeros testigos. A los cinco años, sus padres la inscribieron en la escuela Real Juanchito FC, una academia de fútbol de menores que solo recibía niños pero que le abrió las puertas a Linda, a quien no le importó que tuviera que jugar solo con varones. Fue aquí donde pulió sus regates y tiros al arco. Este período de formación fue sumamente importante para la jugadora, quien en más de una ocasión aseguró que muchas de las cualidades que tiene hoy en día fueron adquiridas ahí. Cuando tenía 10 años ingresó a su primer club femenino: Generaciones Palmiranas, un equipo reconocido por el que diversas figuras del fútbol colombiano han pasado. En aquel entonces, Felipe Taborda, técnico de la selección femenina de mayores, estaba en el club y reconoció de primera mano el talento de Linda Caicedo. Un año después, Linda fue cedida al Club Deportivo Atlas C. P., equipo creado en Cali por la jugadora Carolina Pineda, caracterizado por ser un semillero de futbolistas. Fue goleadora del Torneo Nacional 2017, 2018 y 2019; también del Torneo Conmebol Paraguay 2018 y de la Liga Vallecaucana 2019. Además fue elegida mejor jugadora de Baby Fútbol en 2019. A los 12 años fue llamada para integrar la Selección Valle, de su región, en las categorías infantiles y juveniles. Fue campeona y goleadora en ambas categorías y ese fue el salto que necesitaba antes de llegar al fútbol profesional.

### América de Cali
Debutó en el fútbol profesional con el América de Cali gracias a una gran gestión de Carolina Pineda, fundadora de Atlas CP y experimentada volante de la Selección Colombia. Ella le propuso a Marcela Gómez, presidenta del equipo femenino del América de Cali, que fichara as por la joven aseguraban que estaba lista para el fútbol profesional pese a su temprana edad. El 15 de julio del 2019 quedará siempre en la memoria de Linda: con 14 años y portando el número 15 en la espalda debutó profesionalmente con la camiseta del América frente al Cortuluá. Entró a los 74' y tan sólo necesitó unos minutos para destacarse en la cancha. Superando a tres rivales, sacó un remate al arco y anotó el gol que le dio el triunfo a su equipo. Así comenzaba su historia. Caicedo terminó esa liga como la goleadora con siete tantos en siete partidos, incluido uno en la final para darle el título a su equipo y coronándose campeona nacional. Sin embargo, no pudo participar en la Copa Libertadores Femenina de ese año, ya que por reglamento las futbolistas sólo podían jugar a partir de los 16 años y Linda tenía 14.

### Deportivo Cali
A inicios de 2020, la joven cambió de equipo y fichó por el Deportivo Cali por tres temporadas. Sus actuaciones previas dieron fruto y empezaron a llegar sus primeras convocatorias a la Selección Colombia.

### Real Madrid FC
El 24 de febrero de 2023, dos días después de cumplir la mayoría de edad, se confirmó su fichaje por el Real Madrid, siendo la primera colombiana en formar parte de la sección femenina de dicho club. Debutó con la camiseta del Real Madrid el 4 de marzo de 2023 frente al Alhama CF. Entró a los 74' y tuvo oportunidades de meter gol. El 9 de marzo de 2023 marcó su primer gol como madridista en la victoria del equipo blanco por 1-2 contra el Villarreal CF en la Copa de la Reina, que sirvió para darle el pase a semifinales a su equipo.

## En la cultura popular
Caicedo es embajadora de la Fundación Mi Sangre, una organización benéfica creada por el cantante colombiano Juanes y la líder cívica Catalina Cock Duque para empoderar a la juventud colombiana a través del liderazgo y las habilidades empresariales.
En febrero de 2023, Caicedo fue nombrada Embajadora de Juventud Resiliente por USAID, un premio que le otorgó el gobierno de Estados Unidos por "maximizar el potencial de la juventud vulnerable en 30 municipios de Colombia".
En febrero de 2024, Caicedo apareció en un comercial de televisión y una campaña para Adidas junto a Lionel Messi, Trinity Rodman, Patrick Mahomes y Jude Bellingham, que también se emitió durante el Super Bowl de 2024.

## Vida personal
A principios de 2020, justo después de cumplir 15 años, Caicedo empezó a sentir dolor abdominal. Le diagnosticaron erróneamente gastritis, por la que recibió tratamiento hasta que el dolor empeoró y su estómago empezó a abultarse. A Caicedo le diagnosticaron cáncer de ovario en febrero de 2020 y en marzo se sometió a una cirugía para extirpar el tumor. Durante los siguientes seis meses, su cáncer fue tratado con quimioterapia, lo que la obligó a permanecer postrada en cama durante tres meses. En septiembre de 2020, fue declarada libre de cáncer y regresó a la cancha pocos días después de terminar su última ronda de quimioterapia.
Caicedo tuvo problemas mentales durante su recuperación y dijo que buscó ayuda de los psicólogos del Deportivo Cali. Completó su último chequeo en noviembre de 2021 después de muchos meses de desafiantes visitas médicas que se vieron interrumpidas por las protestas colombianas de 2021.
Actualmente Caicedo mantiene una relación con su pareja Valeria. Después de marcar contra Alemania en la Copa Mundial Femenina de Fútbol de 2023, le dedicó el gol poniendo sus manos en forma de corazón.

## Selección nacional
Debutó con la selección el 12 de noviembre de 2019 frente a la selección de Argentina. El 3 de julio de 2022 es convocada por el técnico Nelson Abadía para la Copa América Femenina 2022 a realizarse en Colombia. En dicho certamen, anotó tres goles y fue galardonada con el premio a la mejor jugadora.
Posteriormente, en la Copa Mundial Femenina Sub-20 disputada en Costa Rica, anotó dos goles ante Nueva Zelanda, que constituyeron la clasificación a cuartos de final.
Hizo parte del plantel del técnico Carlos Paniagua para la Copa Mundial Femenina de Fútbol Sub-17 de 2022 que se realizó en la India. Logró llevar a su selección como capitana a la final del torneo, siendo la primera vez que una selección colombiana, de todas las categorías, llega a la final de una copa del mundo. Linda se llevó el Balón de Plata y el Botín de Bronce en el torneo.
Fue nominada para el premio Puskás de FIFA en 2023.

### Participaciones en Copa América
| Torneo            | Sede     | Resultado  | Partidos | Goles | Asist. |
| ----------------- | -------- | ---------- | -------- | ----- | ------ |
| Copa América 2022 | Colombia | Subcampeón | 6        | 2     | 0      |
| Copa América 2025 | Ecuador  | Subcampeón | 6        | 4     | 1      |

### Participaciones en Copas del Mundo
| Copa                     | Sede                      | Resultado        | Partidos | Goles | Asist. |
| ------------------------ | ------------------------- | ---------------- | -------- | ----- | ------ |
| Copa Mundial Sub-20 2022 | Costa Rica                | Cuartos de final | 4        | 2     | 0      |
| Copa Mundial Sub-17 2022 | India                     | Subcampeón       | 6        | 4     | 0      |
| Copa Mundial 2023        | Australia / Nueva Zelanda | Cuartos de final | 5        | 2     | 0      |
| Copa Mundial Sub-20 2024 | Colombia                  | Cuartos de final | 5        | 2     | 0      |

### Participaciones en Copas Oro de la Concacaf
| Copa          | Sede           | Resultado        | Partidos | Goles | Asist. |
| ------------- | -------------- | ---------------- | -------- | ----- | ------ |
| Copa Oro 2024 | Estados Unidos | Cuartos de final | 4        | 2     | 1      |

### Participaciones en Juegos Olímpicos
| Torneo                | Sede  | Resultado        | Partidos | Goles | Asist. |
| --------------------- | ----- | ---------------- | -------- | ----- | ------ |
| Juegos Olímpicos 2024 | París | Cuartos de final | 4        | 0     | 0      |

#### Goles internacionales
| N.º | Fecha                   | Sede                                               | Rival         | Marcador | Resultado    | Competición                  |
| --- | ----------------------- | -------------------------------------------------- | ------------- | -------- | ------------ | ---------------------------- |
| 1   | 23 de octubre de 2021   | Estadio Olímpico Pascual Guerrero, Cali, Colombia  | Chile         | 1–0      | 2–0          | Amistoso                     |
| 2   | 17 de julio de 2022     | Estadio Olímpico Pascual Guerrero, Cali, Colombia  | Ecuador       | 2–1      | 2–1          | Copa América 2022            |
| 3   | 25 de julio de 2022     | Estadio Alfonso López, Bucaramanga, Colombia       | Argentina     | 1–0      | 1–0          | Copa América 2022            |
| 4   | 6 de septiembre de 2022 | Estadio Olímpico Pascual Guerrero, Cali, Colombia  | Costa Rica    | 2–0      | 2–0          | Amistoso                     |
| 5   | 18 de febrero de 2023   | Estadio León, León, México                         | Nigeria       | 1–0      | 1–0          | Women's Revelations Cup 2023 |
| 6   | 24 de julio de 2023     | Estadio de Australia, Sídney, Australia            | Corea del Sur | 2–0      | 2–0          | Copa Mundial 2023            |
| 7   | 30 de julio de 2023     | Estadio de Australia, Sídney, Australia            | Alemania      | 0–1      | 1–2          | Copa Mundial 2023            |
| 8   | 21 de febrero de 2024   | Snapdragon Stadium, San Diego, Estados Unidos      | Panamá        | 0–5      | 0–6          | Copa Oro 2024                |
| 9   | 27 de febrero de 2024   | Snapdragon Stadium, San Diego, Estados Unidos      | Puerto Rico   | 0–2      | 0–2          | Copa Oro 2024                |
| 10  | 30 de mayo de 2024      | Estadio Metropolitano de Lara, Cabudare, Venezuela | Venezuela     | 0–1      | 0–2          | Amistoso                     |
| 11  | 30 de mayo de 2024      | Estadio Metropolitano de Lara, Cabudare, Venezuela | Venezuela     | 0–2      | 0–2          | Amistoso                     |
| 12  | 29 de octubre de 2024   | Estadio Kléber Andrade, Cariacica, Brasil          | Brasil        | 2–1      | 3–1          | Amistoso                     |
| 13  | 23 de febrero de 2025   | State Farm Stadium, Glendale, Estados Unidos       | Japón         | 2–1      | 4–1          | Copa SheBelieves 2025        |
| 14  | 19 de julio de 2025     | Estadio Gonzalo Pozo Ripalda, Quito, Ecuador       | Paraguay      | 1–0      | 4–1          | Copa América 2025            |
| 15  | 19 de julio de 2025     | Estadio Gonzalo Pozo Ripalda, Quito, Ecuador       | Paraguay      | 3–1      | 4–1          | Copa América 2025            |
| 16  | 22 de julio de 2025     | Estadio Gonzalo Pozo Ripalda, Quito, Ecuador       | Bolivia       | 5–0      | 8–0          | Copa América 2025            |
| 17  | 2 de agosto de 2025     | Estadio Rodrigo Paz Delgado, Quito, Ecuador        | Brasil        | 1–0      | 4–4 (4:5 p.) | Copa América 2025            |

## Clubes
| Club            | País     | Año           |
| --------------- | -------- | ------------- |
| América de Cali | Colombia | 2019          |
| Deportivo Cali  | Colombia | 2020-2022     |
| Real Madrid     | España   | 2023-presente |

## Estadísticas

### Clubes
Actualizado hasta el 13 de febrero de 2025.
| Club                       | Div.          | Temporada     | Liga  | Liga  | Liga   | Copas        | Copas        | Copas        | Internacional | Internacional | Internacional | Total | Total | Total  | Total |
| Club                       | Div.          | Temporada     | Part. | Goles | Asist. | Part.        | Goles        | Asist.       | Part.         | Goles         | Asist         | Part. | Goles | Asist. | P G   |
| -------------------------- | ------------- | ------------- | ----- | ----- | ------ | ------------ | ------------ | ------------ | ------------- | ------------- | ------------- | ----- | ----- | ------ | ----- |
| América Cali · Colombia    | 1.ª           | 2019          | 7     | 7     | 0      | Inexistentes | Inexistentes | Inexistentes | Inexistentes  | Inexistentes  | Inexistentes  | 7     | 7     | 0      | 1     |
| América Cali · Colombia    | Total club    | Total club    | 7     | 7     | 0      | 0            | 0            | 0            | 0             | 0             | 0             | 7     | 7     | 0      | 1     |
| Deportivo Cali · Colombia  | 1.ª           | 2020          | 7     | 3     | 0      | Inexistentes | Inexistentes | Inexistentes | Inexistentes  | Inexistentes  | Inexistentes  | 7     | 3     | 0      | 0.42  |
| Deportivo Cali · Colombia  | 1.ª           | 2021          | 14    | 5     | 2      | Inexistentes | Inexistentes | Inexistentes | 4             | 4             | 0             | 18    | 9     | 2      | 0.5   |
| Deportivo Cali · Colombia  | 1.ª           | 2022          | 12    | 4     | 5      | Inexistentes | Inexistentes | Inexistentes | Inexistentes  | Inexistentes  | Inexistentes  | 12    | 4     | 5      | 0.33  |
| Deportivo Cali · Colombia  | Total club    | Total club    | 33    | 12    | 7      | 0            | 0            | 0            | 4             | 4             | 0             | 37    | 16    | 7      | 0.43  |
| Real Madrid C. F. · España | 1.ª           | 2022-23       | 10    | 2     | 4      | 3            | 1            | 1            | Inexistentes  | Inexistentes  | Inexistentes  | 13    | 3     | 5      | 0.23  |
| Real Madrid C. F. · España | 1.ª           | 2023-24       | 26    | 5     | 4      | 3            | 2            | 0            | 6             | 0             | 1             | 35    | 7     | 5      | 0.20  |
| Real Madrid C. F. · España | 1.ª           | 2024-25       | 14    | 4     | 2      | 3            | 2            | 2            | 6             | 3             | 4             | 23    | 9     | 8      | 0.39  |
| Real Madrid C. F. · España | Total club    | Total club    | 50    | 11    | 10     | 9            | 5            | 3            | 9             | 3             | 5             | 71    | 19    | 18     | 0.26  |
| Total carrera              | Total carrera | Total carrera | 90    | 30    | 17     | 9            | 5            | 3            | 13            | 7             | 5             | 115   | 42    | 25     | 0.36  |

### Tripletes
| 10 de agosto de 2019 | 18' · 61' · 76' | América de Cali | 3:2 | Deportivo Cali | [ 24 ] |

### Selección
| Selección | Temporada                  | Amistosos | Amistosos | Sudamérica1 | Sudamérica1 | Mundial2 | Mundial2 | Total | Total |      |
| Selección | Temporada                  | Part.     | Goles     | Part.       | Goles       | Part.    | Goles    | Part. | Goles | P.G  |
| Sub-17 · Colombia | 2022                       | —         | —         | 5           | 5           | 6        | 4        | 11    | 9     | 0.81 |
| Sub-17 · Colombia | Total                      | 0         | 0         | 5           | 5           | 6        | 4        | 11    | 9     | 0.81 |
| Sub-20 · Colombia | 2022                       | —         | —         | —           | —           | 4        | 2        | 4     | 2     | 0.50 |
| Sub-20 · Colombia | 2024                       | —         | —         | —           | —           | 4        | 2        | 4     | 2     | 0.50 |
| Sub-20 · Colombia | Total                      | 0         | 0         | 0           | 0           | 8        | 4        | 8     | 4     | 0.50 |
| Absoluta · Colombia | 2019                       | 1         | 0         | —           | —           | —        | —        | 1     | 0     | 0    |
| Absoluta · Colombia | 2021                       | 4         | 1         | —           | —           | —        | —        | 4     | 1     | 0.25 |
| Absoluta · Colombia | 2022                       | 3         | 0         | 6           | 2           | —        | —        | 9     | 2     | 0.22 |
| Absoluta · Colombia | 2023                       | 6         | 1         | —           | —           | 5        | 2        | 11    | 3     | 0.27 |
| Absoluta · Colombia | Total                      | 14        | 2         | 6           | 2           | 5        | 2        | 25    | 6     | 0.24 |
| Total Selecciones Colombia | Total Selecciones Colombia | 14        | 2         | 12          | 7           | 19       | 10       | 44    | 19    | 0.43 |
| (1) Incluye los partidos del Sudamericano Femenino Sub-17 (2022) y la Copa América Femenina (2022-). (2) Incluye los partidos del Mundial Femenino Sub-17 (2022) y Mundial Femenino Sub-20 (2022 y 2024). |                            |           |           |             |             |          |          |       |       |      |

## Palmarés

### Campeonatos nacionales
| Título        | Club            | País     | Año  |
| ------------- | --------------- | -------- | ---- |
| Liga Femenina | América de Cali | Colombia | 2019 |
| Liga Femenina | Deportivo Cali  | Colombia | 2021 |

### Distinciones individuales
| Distinción                                             | Año  |
| ------------------------------------------------------ | ---- |
| Máxima goleadora Liga Profesional Femenina (7 goles)   | 2019 |
| Mejor jugadora Copa América Femenina                   | 2022 |
| Balón de Plata Copa Mundial Femenina de Fútbol Sub-17  | 2022 |
| Botín de Bronce Copa Mundial Femenina de Fútbol Sub-17 | 2022 |
| Mejor Once de la Conmebol (IFFHS)                      | 2022 |
| Mejor jugadora sub -20 de la Conmebol (IFFHS)          | 2022 |
| Mejor futbolista de América                            | 2022 |
| Mejor jugadora Women's Revelations Cup                 | 2023 |
| Segundo puesto al Premio The Best FIFA                 | 2023 |